# Tiantian Kullander
Tiantian Kullander, född 14 juli 1992 i Beijing, död 23 november 2022, var en kinesisk valutahandlare och entreprenör inom kryptovalutabranschen.
Tiantian Kullander var son till den kinesisk-svenska fiskbiologen Fang Fang Kullander i hennes första äktenskap i Kina. Han växte upp i Kina och i Stockholm.
Han arbetade med valutahandel på bland annat Morgan Stanley och Goldman Sachs. År 2017 grundade han tillsammans med Michael Wu, Wayne Huo och Thomas Zhu det Singapore-baserade  kryptovalutaföretaget Amber Group.
Han var gift med Monica Qin och hade en son.